# إيمي كارتر
إيمي لين كارتر (مواليد 19 أكتوبر 1967) هي الابنة الوحيدة والرابعة للرئيس الأمريكي الـ39 جيمي كارتر وزوجته روزالين كارتر. دخلت كارتر دائرة الضوء العام لأول مرة عندما كانت طفلة تعيش في البيت الأبيض أثناء فترة رئاسة والدها.

## الطفولة
وُلدت إيمي لين كارتر في 19 أكتوبر 1967، في بلينز، جورجيا. قبل ولادتها، أجرت عائلتها تصويتًا حول ما إذا كان والداها يجب أن يحاولا إنجاب ابنة. وفقًا لشقيقها: "صوتت العائلة قبل عام من ولادتها على ما إذا كان ينبغي لوالدي أن يحاولا إنجاب طفلة، وبعد عام، ها هي جاءت. حتى أننا اخترنا اسمها مسبقًا من قاموس ويبستر".
نشأت كارتر في بلينز حتى انتخاب والدها حاكمًا لولاية جورجيا عام 1970، حيث انتقلت العائلة إلى قصر حاكم جورجيا في أتلانتا. في عام 1976، عندما كانت في التاسعة من عمرها، انتُخب والدها رئيسًا للولايات المتحدة، وانتقلت العائلة إلى البيت الأبيض. التحقت كارتر بالمدارس العامة في واشنطن خلال سنواتها الأربع في البيت الأبيض، حيث درست في مدرسة ستيفنز الابتدائية ثم مدرسة روز هاردي المتوسطة.
بعد انتهاء فترة رئاسة والدها، انتقلت كارتر إلى أتلانتا وأكملت سنتها الأخيرة في المدرسة الثانوية في أكاديمية وودوارد في كوليدج بارك، جورجيا. عملت كصفحة في مجلس الشيوخ خلال جلسة صيف 1982.
التحقت كارتر بجامعة براون، حيث عُرفت بنشاطها ضد نظام الفصل العنصري (الأبارتايد) وضد وكالة الاستخبارات المركزية (CIA). ومع ذلك، تم فصلها أكاديميًا في عام 1987 بسبب "عدم مواكبتها للمقررات الدراسية". حصلت لاحقًا على درجة البكالوريوس في الفنون الجميلة من كلية ممفيس للفنون ودرجة الماجستير في تاريخ الفن من جامعة تولين في نيو أورلينز عام 1996.

## الحياة في البيت الأبيض

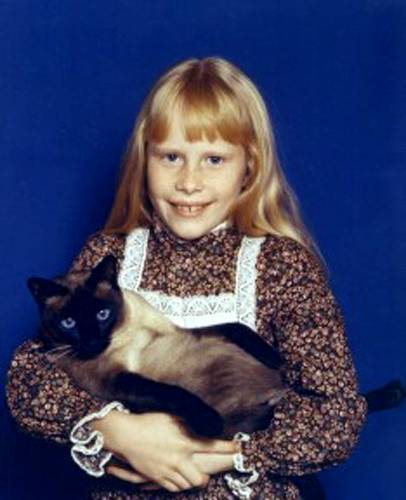
كارتر مع قطتها الأليفة في عام 1977

في يناير 1977، عندما كانت في التاسعة من عمرها، دخلت إيمي كارتر البيت الأبيض وعاشت فيه لمدة أربع سنوات. خلال هذه الفترة، كانت محور اهتمام كبير من وسائل الإعلام. لم يعش أطفال صغار في البيت الأبيض منذ رئاسة جون كينيدي في أوائل الستينيات، ولم يتكرر ذلك مرة أخرى بعد فترة رئاسة كارتر حتى يناير 1993، مع تنصيب بيل كلينتون وانتقال ابنته تشيلسيإلى البيت الأبيض.
أثناء فترة إقامة إيمي كارتر في البيت الأبيض، امتلكت قطة سيامية أسمتها ميستي مالاركي يينغ يانغ، والتي كانت آخر قطة تعيش في البيت الأبيض حتى وصول القطة سوكس التي امتلكتها عائلة كلينتون. كما تلقت إيمي في تلك الفترة فيلًا كهدية من سريلانكا، وقد تم تسليم الحيوان إلى حديقة الحيوانات الوطنية في واشنطن العاصمة.

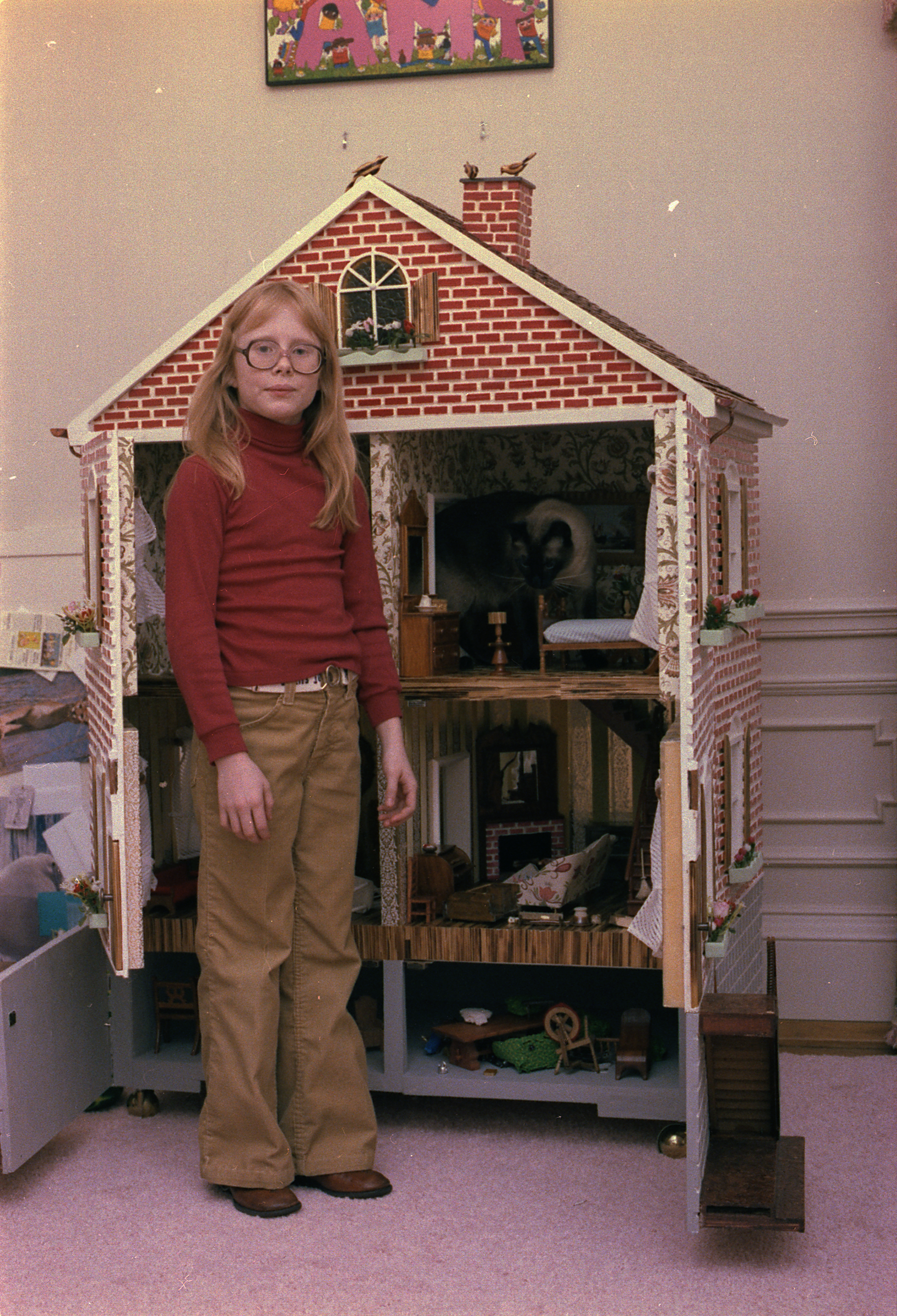
كارتر في صورة في البيت الأبيض مع قطتها وبيت الدمية، 1978

أثناء فترة إقامتها في البيت الأبيض، كانت إيمي كارتر تتزلج في قاعة الشرق، وكان لديها منزل شجري على الحديقة الجنوبية. عندما كانت تدعو صديقاتها إلى حفلات مبيت في منزلها الشجري، كان عملاء الخدمة السرية يراقبون الحدث من الأرض لضمان سلامتها.
ماري برينس، وهي امرأة أمريكية من أصل أفريقي أُدينت خطأً بجريمة قتل ثم أُعفي عنها لاحقًا بعد تبرئتها، عملت كمربية لإيمي خلال معظم الفترة من عام 1971 وحتى نهاية رئاسة جيمي كارتر. بدأت برينس هذا الدور ضمن برنامج للإفراج عن السجناء في ولاية جورجيا.
لم تحظَ إيمي بنفس المعاملة المتحفظة من وسائل الإعلام التي حصلت عليها لاحقًا تشيلسي كلينتون. وقد ذكر الرئيس كارتر ابنته خلال مناظرة عام 1980 مع رونالد ريجان، حيث قال إنه سألها عن أهم قضية في تلك الانتخابات، فأجابت: "السيطرة على الأسلحة النووية".

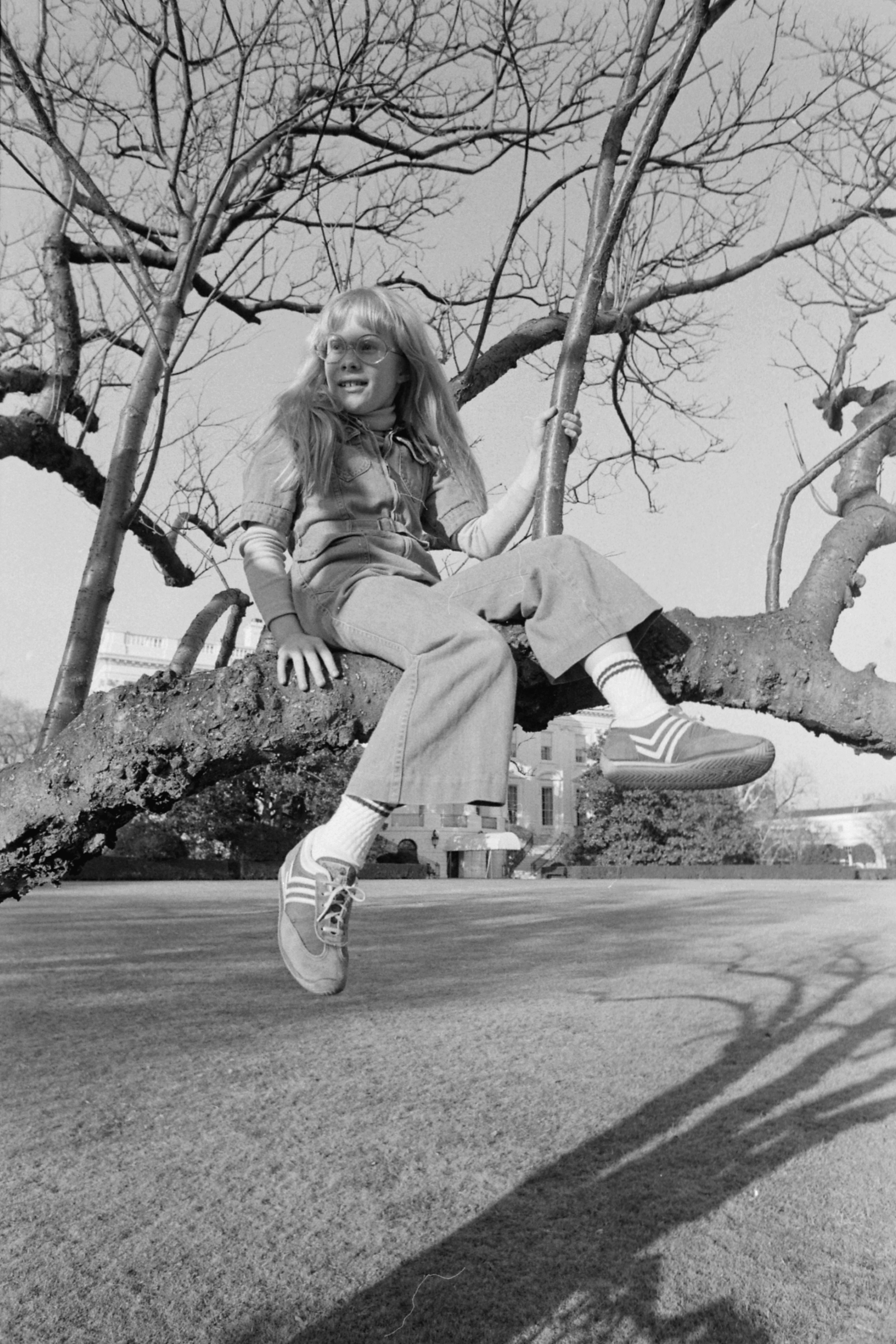
كارتر تلعب في شجرة في البيت الأبيض عام 1977

في 21 فبراير 1977، خلال مأدبة عشاء رسمية في البيت الأبيض على شرف رئيس وزراء كندا بيير ترودو، شوهدت إيمي كارتر، التي كانت تبلغ من العمر تسع سنوات آنذاك، وهي تقرأ كتابين: "تشارلي والمصعد الزجاجي العظيم" و"قصة خطاب جيتيسبيرغ"، وذلك أثناء تبادل والدها والرئيس ترودو الخطابات الرسمية.

## النشاط الجمعوي
فيما بعد، اشتهرت إيمي كارتر بنشاطها السياسي. شاركت في اعتصامات واحتجاجات خلال ثمانينيات وأوائل تسعينيات القرن العشرين، استهدفت تغيير السياسة الخارجية للولايات المتحدة تجاه نظام الفصل العنصري في جنوب أفريقيا وأمريكا الوسطى.
في عام 1986، وأثناء كونها طالبة في جامعة براون، تم القبض عليها مع الناشط آبي هوفمان و13 آخرين خلال مظاهرة في جامعة ماساتشوستس أمهرست احتجاجًا على تجنيد وكالة الاستخبارات المركزية (CIA) داخل الحرم الجامعي. تمت تبرئتها من جميع التهم في محاكمة شهيرة أقيمت في نورثامبتون، ماساتشوستس.
اعتمد المحامي ليونارد وينغلاس، الذي دافع عن هوفمان في محاكمة "شيكاغو سفن" في ستينيات القرن الماضي، على "دفاع الضرورة". جادل بنجاح أن تورط وكالة الاستخبارات المركزية في أنشطة غير قانونية في أمريكا الوسطى ومناطق أخرى جعل منعها من التجنيد داخل الحرم الجامعي يعادل التصرف لمنع كارثة، مثل دخول مبنى محترق.

## أعمال أخرى
أجرت إيمي كارتر مقابلة في برنامج ليت نايت وذ ديفيد ليترمان (Late Night with David Letterman) عام 1982.
في عام 1995، قامت برسم الرسوم التوضيحية لكتاب والدها، الطفل الصغير سنوجل-فليجر (The Little Baby Snoogle-Fleejer)، وهو كتاب موجه للأطفال.
وهي عضو في مجلس مستشاري مركز كارتر، الذي أنشأه والدها، والذي يدافع عن حقوق الإنسان والدبلوماسية.

## الحياة الشخصية
في سبتمبر من عام 1996، تزوجت إيمي كارتر من مستشار الكمبيوتر جيمس غريغوري وينتزل، الذي التقت به أثناء دراستها في جامعة تولين. كان وينتزل يعمل مديرًا في "تشابتر إليفن" (Chapter Eleven)، وهو مكتبة في مدينة أتلانتا، حيث كانت إيمي تعمل بدوام جزئي. قد أثمرت هذه العلاقة عن ولادة ابنهما، هوجو جيمس وينتزل، الذي ظهر في عام 2023 في الموسم الثاني من برنامج المسابقات التلفزيوني "كلِيم تو فيم" (Claim to Fame). ولكن العلاقة لم تستمر طويلاً، حيث انتهت بالطلاق في عام 2005.
وفي عام 2007، عقدت إيمي كارتر زواجًا جديدًا مع جون جوزيف "جاي" كيلي. وبعد هذا الزواج، أنجب الزوجان ابنةً أطلقوا عليها اسم إيرول كارتر كيلي.
منذ أواخر تسعينيات القرن العشرين، حافظ كارتر على مستوى منخفض من الشهرة، ولم يشارك في الاحتجاجات العامة ونادرًا ما أجرى مقابلات.

## في الثقافة الشعبية
قامت الممثلة أليسون أرنجريم من مسلسل بيت صغير على المرج بتقليد شخصية كارتر في ألبوم Heeere's Amy الكوميدي الذي أصدرته شركة Laff Records عام 1977.

## روابط خارجية
- إيمي كارتر في قاعدة بيانات الأفلام على الإنترنت